# 奧列傑日河
奧列傑日河是俄羅斯的河流，位於列寧格勒州西南部，屬於盧加河的右支流，河道全長192公里，流域面積3,220平方公里，河流在11月至4月結冰。
59°1′50″N 30°31′40″E / 59.03056°N 30.52778°E